# Oscar (pièce de marionnettes)
Pour les articles homonymes, voir Oscar.
Oscar est une pièce de théâtre de marionnettes et une parabole philosophique basée sur le roman Oscar et la Dame rose d'Éric-Emmanuel Schmitt, mise en scène par Mykhaïlo Ourytsky au Théâtre de marionnettes académique municipal de Kiev.
Créée le 21 novembre 2015, la pièce figure depuis 2018 au répertoire du théâtre de marionnettes académique de Kiev.